# 北部方面武器隊

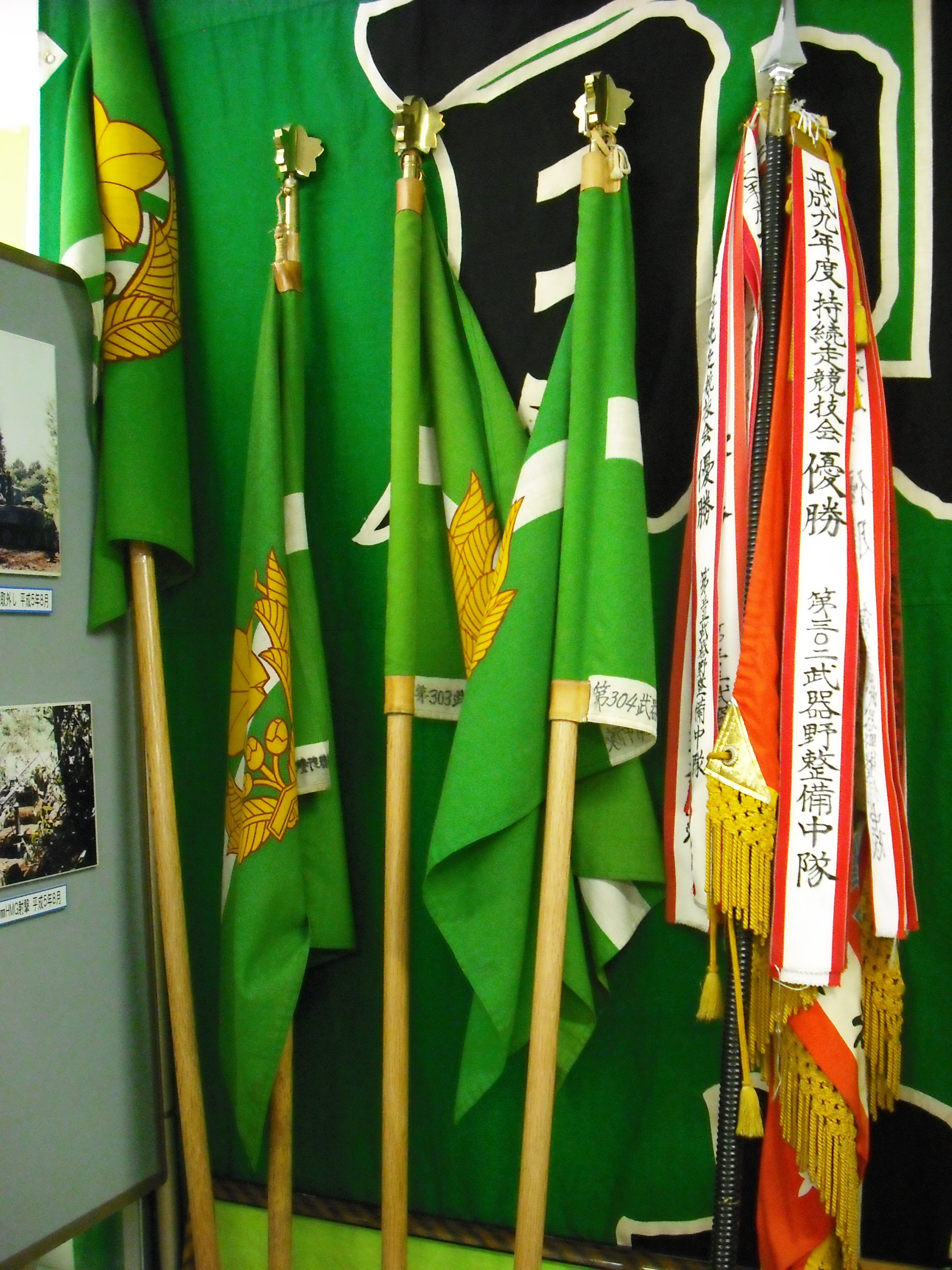
北部方面武器隊旗及び隷下隊旗

北部方面武器隊（ほくぶほうめんぶきたい）は、陸上自衛隊島松駐屯地に駐屯していた北部方面隊直轄部隊の武器科部隊で2000年（平成12年）3月28日に廃止され北部方面後方支援隊に改編された。

## 概要
主に北部方面隊隷下部隊における装備火器類・車両等の高段階整備および後方支援業務を担当していた。2000年（平成12年）3月、後方支援部隊の集約化に伴い廃止され、北部方面輸送隊と統合し、北部方面後方支援隊として再編された。

## 沿革
- 1952年（昭和27年）12月12日：第728武器大隊が恵庭駐屯地において編成完結。
- 1956年（昭和31年）1月25日：第108武器大隊が島松駐屯地において編成完結。
- 1959年（昭和34年）3月12日：第301および第305射撃統制装置修理隊が島松駐屯地において編成完結。
- 1962年（昭和37年）
  - 8月1日：第315武器中整備中隊が島松駐屯地から上富良野駐屯地に移駐。
  - 8月15日：北部方面武器技術教育隊が島松駐屯地において編成完結。
- 1963年（昭和38年）8月：第315武器中整備中隊（上富良野駐屯地）が第304武器野整備隊・第305装輪車整備隊（帯広駐屯地）・第306装輪車野整備隊に改編。

北部方面武器隊
- 1964年（昭和39年）
  - 3月24日：方面直轄の武器大隊および野整備中隊等を統合し、北部方面武器隊が島松駐屯地において編成完結。

  1. 北部方面武器隊本部、第301～第303武器野整備隊、第301～第304装輪車野整備隊、第301・第302装軌車野整備隊、第301・第302火砲野整備隊を島松駐屯地に配置。
  2. 第304武器野整備隊、第305・第306装輪野整備隊を上富良野駐屯地に配置。
  3. 北部方面施設野整備隊本部および第301・第302施設特殊野整備隊、第301～第303施設野整備隊を苗穂分屯地に配置。
  4. 第302通信野整備隊を札幌駐屯地に配置。

  - 3月25日：部隊移駐

  1. 第302施設野整備隊が苗穂分屯地から南恵庭駐屯地に移駐。
  2. 第303施設野整備隊が苗穂分屯地から旭川駐屯地に移駐。

  - 3月30日：部隊移駐

  1. 第303装輪野整備隊が島松駐屯地から東千歳駐屯地に移駐。
  2. 第304装輪野整備隊が島松駐屯地から真駒内駐屯地に移駐。
  3. 第306装輪野整備隊が上富良野駐屯地から帯広駐屯地に移駐。
- 1966年（昭和41年）7月30日：第305装輪車野整備隊が上富良野駐屯地から旭川駐屯地へ移駐。
- 1976年（昭和51年）3月25日：北部方面施設野整備隊が廃止。
- 1977年（昭和52年）3月25日：部隊改編

1. 第301・第302装輪車野整備隊、第301・第302装軌車野整備隊、第301・第302火砲野整備隊が廃止。
2. 第304武器野整備隊（上富良野駐屯地）が第304武器野整備中隊に改編。

- 1981年（昭和56年）3月25日：第301武器野整備中隊が廃止。
- 1994年（平成06年）3月31日：第303～第306武器直接支援隊が廃止。
- 2000年（平成12年）3月28日：北部方面後方支援隊への改編に伴い廃止。

## 廃止時の部隊編成
- 北部方面武器隊本部（島松駐屯地） → 方面後方支援隊本部および同付隊の母体となる。
- 第302武器野整備中隊（島松駐屯地） → 第101全般支援大隊に改編
- 第303武器野整備中隊（真駒内駐屯地）→ 第102全般支援大隊に改編
- 第304武器野整備中隊（上富良野駐屯地）→ 第103全般支援大隊に改編

## 歴代隊長
| 代 | 氏名                   | 在職期間                        | 前職                                                            | 後職                                           |
| -- | ---------------------- | ------------------------------- | --------------------------------------------------------------- | ---------------------------------------------- |
| 01 | 隈部廣雄 （3等陸佐）   | 1964年03月24日 - 1966年03月15日 | 第105武器大隊 →1965年7月1日 2等陸佐昇任                         | 東北方面総監部武器課                           |
| 02 | 樋口浩一郎 （2等陸佐） | 1966年03月16日 - 1968年07月15日 | 陸上幕僚監部                                                    | 北部方面武器隊付                               |
| 03 | 森清                   | 1968年07月16日 - 1970年03月15日 | 東北方面総監部第4部勤務                                         | 北部方面総監部武器課長                         |
| 04 | 山根宮一               | 1970年03月16日 - 1972年03月15日 | 陸上自衛隊幹部学校付                                            | 陸上幕僚監部第4部装備班長                      |
| 05 | 井原公夫               | 1972年03月16日 - 1974年03月15日 | 陸上自衛隊幹部学校研究員                                        | 陸上幕僚監部武器課訓練班長                     |
| 06 | 磯野盛雄               | 1974年03月16日 - 1976年03月15日 | 陸上自衛隊武器学校学校教官                                      | 陸上自衛隊武器学校教育部長                     |
| 07 | 中村猛                 | 1976年03月16日 - 1977年07月31日 | 陸上自衛隊武器学校 →1977年4月1日 1等陸佐昇任                    | 陸上自衛隊武器学校研究部長                     |
| 08 | 田澤薫 （2等陸佐）     | 1977年08月01日 - 1979年07月31日 | 第7師団司令部第4部長                                            | 陸上自衛隊東北地区補給処武器部長               |
| 09 | 荒海巌                 | 1979年08月01日 - 1982年03月15日 | 武器教導隊長 →1980年7月1日 1等陸佐昇任                          | 陸上自衛隊武器学校研究員                       |
| 10 | 平方巽                 | 1982年03月16日 - 1984年07月31日 | 陸上自衛隊武器学校 →1983年4月1日 1等陸佐昇任                    | 陸上自衛隊東北地区補給処弾薬部長               |
| 11 | 藤井光春               | 1984年08月01日 - 1986年03月16日 | 陸上自衛隊武器学校研究員                                        | 陸上自衛隊東北地区補給処弾薬部長               |
| 12 | 橋本秀彦               | 1986年03月17日 - 1988年07月31日 | 陸上自衛隊北海道地区補給処 近文台弾薬支処長 兼 近文台分屯地司令 | 陸上自衛隊北海道地区補給処 武器部長            |
| 13 | 大塚忠宏               | 1988年08月01日 - 1990年03月15日 | 陸上幕僚監部装備部武器・化学課 車両班長                         | 陸上自衛隊武器学校教育部長                     |
| 14 | 来田紘一               | 1990年03月16日 - 1992年08月02日 | 陸上幕僚監部装備部武器・化学課 車両班長                         | 陸上自衛隊北海道地区補給処 武器部長            |
| 15 | 笹島武男               | 1992年08月03日 - 1994年03月22日 | 陸上幕僚監部装備部武器・化学課 火器班長                         | 技術研究本部 技術開発官（陸上担当）付 総括室長 |
| 16 | 玉田惇                 | 1994年03月23日 - 1996年07月31日 | 陸上自衛隊高射学校第2教育部長                                   | 陸上自衛隊北海道地区補給処武器部長             |
| 17 | 柴田文夫               | 1996年08月01日 - 1998年07月31日 | 陸上幕僚監部人事部人事計画課 予備自衛官班長                     | 陸上自衛隊武器学校教育部長                     |
| 末 | 河野廣行               | 1998年08月01日 - 2000年03月27日 | 陸上幕僚監部装備部武器・化学課 総括班長                         | 北部方面後方支援隊副隊長                       |

## 廃止部隊
- 第728武器大隊：1952年（昭和27年）12月12日恵庭駐屯地において編成完結。
- 第108武器大隊：1956年（昭和31年）1月25日島松駐屯地において編成完結。
- 第301射撃統制装置修理隊：1959年（昭和34年）3月12日島松駐屯地において編成完結。
- 第305射撃統制装置修理隊：1959年（昭和34年）3月12日島松駐屯地において編成完結。
- 第301武器野整備隊（島松駐屯地）
- 第302武器野整備隊（島松駐屯地）
- 第303武器野整備隊（島松駐屯地）
- 第304武器野整備隊（上富良野駐屯地）
- 第301装輪車野整備隊（島松駐屯地）
- 第302装輪車野整備隊（島松駐屯地）
- 第303装輪車野整備隊（島松駐屯地）
- 第303装輪野整備隊（島松駐屯地）：島松駐屯地から東千歳駐屯地に移駐。
- 第304装輪野整備隊（島松駐屯地）：島松駐屯地から真駒内駐屯地に移駐。
- 第306装輪野整備隊（島松駐屯地）：上富良野駐屯地から帯広駐屯地に移駐。
- 第304装輪車野整備隊（島松駐屯地）
- 第305装輪野整備隊（上富良野駐屯地）
- 第306装輪野整備隊（上富良野駐屯地）
- 第301装軌車野整備隊（島松駐屯地）
- 第302装軌車野整備隊（島松駐屯地）
- 第301火砲野整備隊（島松駐屯地）
- 第302火砲野整備隊（島松駐屯地）
- 北部方面施設野整備隊本部（苗穂分屯地）
  - 第301施設特殊野整備隊（苗穂分屯地）
  - 第302施設特殊野整備隊（苗穂分屯地）
- 第302通信野整備隊（札幌駐屯地）
- 第301施設野整備隊（苗穂分屯地）
- 第302施設野整備隊（苗穂分屯地）：苗穂分屯地から南恵庭駐屯地に移駐。
- 第303施設野整備隊（苗穂分屯地）：苗穂分屯地から旭川駐屯地に移駐。
- 第301武器野整備中隊：1981年（昭和56年）3月25日廃止。
- 第303～第306武器直接支援隊：1994年（平成06年）3月31日部隊改編により廃止。